# سد تنگ عنوه
سد تنگ عنوه مربوط به سده‌های میانه دوران‌های تاریخی پس از اسلام است و در شهرستان لارستان، بخش اوز، جنوب غرب شهر اوز، واقع در تنگ عنوه واقع شده و این اثر در تاریخ ۱۸ شهریور ۱۳۸۷ با شمارهٔ ثبت ۲۳۲۱۵ به‌عنوان یکی از آثار ملی ایران به ثبت رسیده است.